# بانکرهیل (ویرجینیای غربی)
بانکرهیل (به انگلیسی: Bunker Hill) یک منطقهٔ مسکونی در ایالات متحده آمریکا است که در شهرستان برکلی، ویرجینیای غربی واقع شده‌است. بانکرهیل ۵٬۳۱۹ نفر جمعیت دارد.